# Leone
För andra betydelser, se Leone (olika betydelser).
Leone (Le - Sierra Leonean leone) är den valuta som används i Sierra Leone i Afrika. Valutakoden är SLL. 1 Leone = 100 cents.
Valutan infördes 1964 och ersatte det västafrikanska pundet.

## Användning
Valutan ges ut av Bank of Sierra Leone - BSL som grundades 1964 och ersatte den tidigare West Africa Currency Board och har huvudkontoret i Freetown.

## Valörer
- mynt: 10 (används sällan), 50 (används sällan), 100 och 500 (används sällan) Leones
- underenhet: används ej, tidigare cents
- sedlar: 50, 100, 500, 1000, 2000, 5000 och 10.000 SLL